# Darrel Castillo
Darrel (Darnel) Akim Castillo (ur. 4 sierpnia 1992) – gwatemalski judoka. Olimpijczyk z Londynu 2012, gdzie zajął siedemnaste miejsce w wadze ciężkiej.
Uczestnik mistrzostw świata w 2013, a także Pucharu Świata w latach 2010–2014. Piąty na mistrzostwach panamerykańskich w 2010 i 2012 roku.

## Letnie Igrzyska Olimpijskie 2012
| Konkurencja | Eliminacje             | Klas. końcowa |
| Konkurencja | Przeciwnik I           | Miejsce       |
| ----------- | ---------------------- | ------------- |
| +100 kg     | Daiki Kamikawa (JPN) P | 17.           |